# Walter Mosthaf
Walter Mosthaf, auch Walther Mosthaf (* 11. August 1887 in Stuttgart; † 11. August 1970 ebenda), war ein württembergischer Landrat und Staatsrat.

## Leben und Werk
Der Sohn des Kaufmanns Carl Mosthaf besuchte das Karl-Friedrich-Gymnasium in Mannheim, von 1906 bis 1911 studierte er Rechtswissenschaften in Tübingen und Berlin. Er war ab 1906 Mitglied der Akademischen Verbindung Stuttgardia. 1911 und 1920 legte er die höheren Justizdienstprüfungen ab. Von 1911 bis 1914 arbeitete er nach der Ersten Staatsprüfung als Regierungsreferendar in Tübingen, Ludwigsburg, Geislingen, Tuttlingen, Böblingen und Ellwangen. Von 1914 bis 1918 nahm Walter Mosthaf als Kriegsfreiwilliger in Belgien und Nordfrankreich am Ersten Weltkrieg teil. Zuletzt war er Oberleutnant.
Seine berufliche Laufbahn begann er 1920 als Amtmann bei der Stadtdirektion Stuttgart und beim Landesgewerbeamt. Dort wurde er 1921 Regierungsrat. 1928 übernahm er als Landrat die Leitung des Oberamts Kirchheim. 1933 ging er als Oberregierungsrat zum Wirtschaftsministerium, 1935 wurde er dort Hauptberichterstatter für Industriewirtschaft. Zum 1. Mai 1937 trat er der NSDAP bei (Mitgliedsnummer 6.089.094). Am 23. März 1938 ordnete man ihn nach Berlin ab. Beim Reichskommissar für die Preisbildung wurde er Ministerialrat und 1943 Ministerialdirigent. 1945/46 befand er sich in US-amerikanischer Zivilinternierung. Von 1947 bis 1952 war er Ministerialdirigent im Wirtschaftsministerium von Württemberg-Hohenzollern. Er vertrat Württemberg-Hohenzollern im Organisationsausschuss der Ministerpräsidenten in Wiesbaden und auf der Ministerpräsidentenkonferenz in Koblenz. Eberhard Wildermuth schied 1949 als Wirtschaftsminister aus, weil er Bundeswohnungsbauminister wurde. Walter Mosthaf wurde daraufhin als Stellvertreter mit der Geschäftsführung beauftragt. 1951 erhielt er den Titel Staatsrat, 1952 trat er in den Ruhestand.

## Auszeichnungen
- Eisernes Kreuz I. Klasse
- Ritterkreuzes des Württembergischen Militärverdienstordens